# Batalla d'Antivari
La batalla d'Antivari es va dur a terme el 16 d'agost de 1914 en la costa d'Antivari (actualment Bar) entre la flota anglesa (Royal Navy) i francesa (Marine Nationale) contra la flota austrohongaresa (K.u.K.K).

## Antecedents
El 6 d'agost, Montenegro va declarar la guerra a l'imperi austrohongarès.
El 8 d'agost, els creuers SMS Zenta, SMS Szigetvar i el destructor SMS Ulan van atacar el ferrocarril i l'estació ràdio d'Antivari.
El 10 d'agost es va establir un bloqueig naval d'Antivari amb els creuers SMS Zenta i SMS Szigetvar, i els destructors SMS Ulan, SMS Streiter i SMS Usoke.
El 13 d'agost es va declarar la guerra entre França i Àustria-Hongria, i es va ordenar a l'almirall Augustin Boué de Lapeyrère d'iniciar una maniobra decisiva contra els austrohongaresos per a destruir tota la flota enemiga en una sola batalla decisiva. No obstant això, era impensable atacar directament a la base naval de Pula o de penetrar a la badia de Kotor. L'amirall Lapeyrère va trobar la solució atacant als vaixells que custodiaven Antivari, per tal d'atreure la flota enemiga i desmantellar el bloqueig d'Austria-Hongria a Montenegro.

## Ordre de batalla[1]

### Triple Entesa

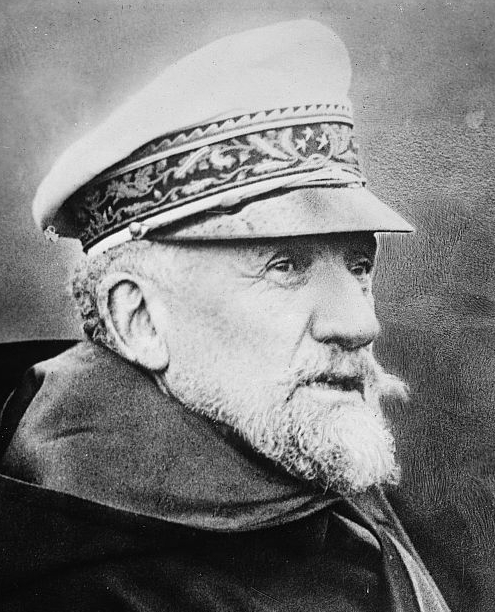
Almirall Auguste Boué de Lapeyrère

Marine Nationale (França)

- Courbet [1]
- Jean Bart [1]
- Danton [2]
- Diderot [2]
- Vergniaud [2]
- Voltaire [2]
- Condorcet [2]
- Vérité [2]
- République [2]
- Patrie [2]
- Justice [2]
- Démocratie [2]
- Julien de la Gravière [3]
- Jules Michelet [3]
- Ernest Renan [3]
- Edgar Quintet [3]
- Léon Gambetta [3]
- Victor Hugo [3]
- Jules Ferry [3]
- 5 esquadrons de destructors

 Royal Navy (Imperi britànic)
- HMS Defence [3]
- HMS Warrior [3]
- 3 divisions de destructors

### Potències Centrals

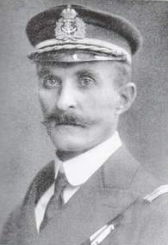
Contralmirall Paul Pachner

K.u.K.K. (Àustria-Hongria)
- SMS Zenta [3]
- SMS Ulan (destructor)

## Batalla
Al 16 d'agost, el torn per a la vigilància del bloqueig naval va tocar al creuer SMS Zenta i al destructor SMS Ulan. A les 07.46 h, els vaixells austrohongaresos van veure fum cap al sud-sud-oest. El contralmirall Paul Pachner va fer girar els vaixells per a tornar a la base. Viatjant cap al nord, però, a les 08.25 h també va veure fum al nord. Estava clar que havien estat envoltats per la flota francesa de la Mediterrània i que els havien tallat totes les vies de fuga. El destructor SMS Streiter va salpar de Kotor per a reemplaçar al SMS Ulan en la batalla, però les 08.30 h va albirar molts més vaixells al sud i va decidir tornar a port. Pachner va ordenar al SMS Ulan que fugís cap al port de Kotor, on estaria fora de perill; ho va fer i va poder arribar a port al voltant de les 10.00 h, sota un intens foc de les naus enemigues. Mentrestant, el SMS Zenta va virar cap al nord-est apropant-se a la costa, on seria difícil d'atacar-lo i on era més fàcil d'escapar si el vaixell fos enfonsat. Quan van arribar els francesos, van disparar per a intimidar i van demanar a la nau austrohongaresa d'aturar-se i lliurar-se; Pachner s'hi va negar.
La batalla va començar a les 08.40 h. El radi d'acció de vaixells britànics i francesos era molt més gran i podien disparar fins a 12 quilòmetres de distància. A les 08.50 h, el SMS Zenta va rebre el primer impacte però també va començar a disparar quan l'enemic es va apropar fins a l'abast dels seus canons. Un segon impacte va destrossar un tub de vapor, que el va obligar a aturar-se. Els successius impactes van destrossar el que quedava de la nau fins que van aconseguir impactar per sota de la línia d'aigua i va començar a enfonsar-se. A les 09.20 h es va donar l'ordre a la tripulació d'abandonar el vaixell i d'arribar a la costa montenegrina de Castellastuana; després nedar diverses hores, 150 dels 324 homes de la nau es van salvar mentre que el 54% de la tripulació va morir. Els mariners van ser alliberats 15 de gener de 1916 després de la capitulació de Montenegro.

## Conseqüències
El pla de la Lapeyère per atreure a mar oberta a la flota austrohongaresa va fallar; de fet, donada la força i el nombre de vaixells de la flota francesa de la Mediterrània, els austrohongaresos van decidir romandre a port, segurs que sens dubte perdrien en una batalla. L'almirall francès, no va preveure aquesta possibilitat i va retirar les seves naus per manca de carbó.
La primera batalla naval de la Primera Guerra Mundial va mostrar a l'Entesa que els austrohongaresos no es rendirien tant fàcilment. Al començament de la guerra, l'armada austrohongaresa es considerava inferior a la d'altres potències mundials, però aquesta batalla havia tret a la llum la resistència austrohongaresa que l'Entesa s'hauria d'enfrontar per a dominar l'Adriàtica.